# Гапонов-Грехов, Андрей Викторович
Андре́й Ви́кторович Гапо́нов-Гре́хов (7 июня 1926, Москва — 2 июня 2022, Нижний Новгород) — советский и российский физик, академик АН СССР (1968, академик РАН с 1991). Основатель Института прикладной физики в Нижнем Новгороде, его первый директор в 1976—2003 годах.
Герой Социалистического Труда (1986). Лауреат двух Государственных премий СССР (1967, 1983) и Государственной премии Российской Федерации (2003).

## Биография
Родился 7 июня 1926 года в московской семье учёных-физиков. Его родители Мария Тихоновна Грехова и Виктор Иванович Гапонов познакомились во время учёбы в МГУ. Их сын при рождении получил двойную фамилию. В начале 1930-х годов родители переехали в Горький (ныне — Нижний Новгород), где начали проводить исследования по радиофизике. Благодаря стараниям Греховой в годы Великой Отечественной войны был воссоздан исследовательский физико-технический институт при Горьковском университете и основан радиофизический факультет в составе университета. В середине 1950-х годов ею был создан научно-исследовательский радиофизический институт (НИРФИ) в г. Горьком.
А. В. Гапонов-Грехов пошёл по стопам родителей: после окончания школы он поступил на специальный факультет Горьковского индустриального института. После окончания двух курсов перевёлся на радиофизический факультет Горьковского университета, который окончил в 1949 году. В том же году поступил в аспирантуру к академику А. А. Андронову. Тот предложил ему для кандидатской диссертации тему по общей теории электромеханических систем. А. В. Гапонов-Грехов в течение 6 лет занимался решением этой задачи и в 1955 году в Ленинградском политехническом институте защитил диссертацию «Электромеханические системы со скользящими контактами и динамическая теория электрических машин»; за значимость этой работы соискателю была присуждена сразу степень доктора физико-математических наук.
По окончании аспирантуры работал преподавателем в Горьковском политехническом институте (1952—1955), а после получения докторской степени пришёл на должность старшего научного сотрудника в ГИФТИ (Горьковский исследовательский физико-технический институт, ныне НИФТИ), одновременно оставаясь профессором политехнического института. Однако уже в 1956 году А. В. Гапонов-Грехов возглавил отдел во вновь организованном Научно-исследовательском радиофизическом институте (НИРФИ).
26 июня 1964 года он был избран членом-корреспондентом Академии наук СССР по Отделению общей и прикладной физики (радиотехника и электроника), а 26 ноября 1968 года — академиком. С 1966 года работал заместителем директора НИРФИ, в 1977 году возглавил организованный по его инициативе Институт прикладной физики АН СССР (ИПФ РАН) и руководил им до 2003 года. В 1989—1991 годах избирался депутатом Верховного Совета СССР. В 2003—2015 годах был научным руководителем ИПФ РАН, в последние годы жизни — советником РАН.
Был главным редактором журнала «Известия РАН. Серия физическая», член редколлегий журналов «Физика плазмы», «Известия вузов. Радиофизика», «Акустический журнал». Также входил в редколлегии журналов «Журнал экспериментальной и теоретической физики», «Журнал технической физики», «Автометрия».
Младший брат — физик С. В. Гапонов (1937—2024), академик РАН.
Скончался в Нижнем Новгороде 2 июня 2022 года на 96-м году жизни. Похоронен на Бугровском (Красном) кладбище.

## Научная деятельность
С конца 1950-х годов А. В. Гапонов-Грехов активно занимался исследованиями в области нелинейных волновых процессов, а также решением проблемы генерации и усиления мощных высокочастотных электромагнитных колебаний с длиной волны в миллиметровом и субмиллиметровом диапазонах. Со своими сотрудниками он открыл и исследовал явление ударных электромагнитных волн.
Им была разработана теория индуцированного излучения классических нелинейных осцилляторов с основанным на этой теории принципом генерации и усиления электромагнитных волн потоками возбужденных неизохронных осцилляторов. Разработанные на этих принципах устройства — гиротроны — нашли применение в работах по созданию термоядерных реакторов и слежении за космическими объектами.
Автор около 150 научных публикаций по электродинамике и СВЧ-электронике, электронике больших мощностей, физике плазмы, нелинейной оптике, физике миллиметрового и субмиллиметрового диапазонов электромагнитного излучения, физике нелинейных колебательных и волновых процессов, аналитической динамике. Сформулировал основные уравнения общей аналитической теории электромеханических систем. Предсказал (1959) возможность индуцированного излучения потока возбуждённых неизохронных осцилляторов и исследовал индуцированное циклотронное излучение. На основе этих работ совместно с сотрудниками создал мощные генераторы миллиметрового и субмиллиметрового диапазонов электромагнитного излучения — мазеры на циклотронном резонансе. Исследовал локализацию и ускорение плазмы ВЧ-полями, ввёл (совместно с М. А. Миллером) понятие высокочастотного потенциала в плазме, изучал взаимодействие интенсивного электромагнитного излучения с плазмой, нагрев плотной плазмы интенсивным электромагнитным излучением, ударные электромагнитные волны, автоколебательные системы и др.

### Основные работы
- Электромеханические системы со скользящими контактами и динамическая теория электрических машин // Памяти А. А. Андронова. — М.: Изд-во АН СССР, 1955.
- Взаимодействие непрямолинейных электронных потоков с электромагнитными волнами в линиях передачи // Изв. вузов. Радиофизика. — 1959. — Т. 2. — № 3. — С. 450—462.
- Гапонов-Грехов А. В., Миллер М. А. О потенциальных ямах для заряженных частиц в высокочастотных полях // ЖЭТФ. — 1958. — Т. 34. — № 2. — C. 242—243.
- Гапонов-Грехов А. В., Миллер М. А. Об использовании движущихся высокочастотных потенциальных ям для ускорения заряженных частиц // ЖЭТФ. — 1958. — Т. 34. — C.751—752.
- Гапонов-Грехов А. В., Фрейдман Г. И. Об ударных электромагнитных волнах в ферритах // ЖЭТФ. — 1959. — Т. 36. — C. 957.
- О неустойчивости системы возбужденных осцилляторов по отношению к электромагнитным возмущениям // ЖЭТФ. — 1960. — Т. 39. С. — 326.
- Gaponov-Grekhov A.V., Rabinovich M.I. Theory of dynamical turbulence. Advances in theoretical Physics (Proc. of Landau Birthday Simp., Copenhagen, 1989), Pergamon Press, 1989, p. 64-80.
- Gaponov-Grekhov A.V., Rabinovich M.I. Vibration, Chaos, Structures. Springer Verlag, 1990.
- Applications of High-Power Microwaves. Artech House / Gaponov-Grekhov A.V., Granatstein V.L. (editors). Boston-London, 1994
- Теорема существования. — Н. Новгород: ИПФ РАН, 2001. Архивировано 10 июня 2015 года.
- Гапонов-Грехов А. В., Иудин Д. И., Трахтенгерц В. Ю. Механизм притяжения одноимённо заряженных частиц в движущейся проводящей среде // ЖЭТФ. — 2005.

## Награды
- Герой Социалистического Труда (1986).
- Государственная премия СССР (1967, 1983).
- Государственная премия Российской Федерации в области науки и техники 2003 года.[6]
- Два ордена Ленина (1975, 1986).
- Орден Октябрьской Революции.
- Орден «За заслуги перед Отечеством» II степени (26 октября 2006) — за выдающийся вклад в развитие отечественной науки и многолетнюю плодотворную деятельность.[7]
- Орден «За заслуги перед Отечеством» III степени (1 апреля 1999) — за заслуги перед государством, большой вклад в становление и развитие фундаментальной и прикладной науки, подготовку высококвалифицированных кадров.[8]
- Большая золотая медаль имени М. В. Ломоносова РАН (2000) — за выдающийся вклад в развитие физики колебательных и волновых процессов.
- Премия Фонда содействия отечественной науке в номинации «Выдающиеся учёные» (2004)[9].
- Демидовская премия (1995).
- Почётный профессор ННГУ имени Лобачевского[10].
- Почётный гражданин города Нижнего Новгорода.

## Память
- В 2023 году имя А. В. Гапонова-Грехова было присвоено основанному им Институту прикладной физики РАН[11]